# 부르봉양시칠리아 공주 마리아 키아라
부르봉양시칠리아 공주 마리아 키아라(Princess Maria Chiara of Bourbon-Two Sicilies, 2005년 1월 1일 ~ )는 이탈리아의 사교계 인사이자 소셜 미디어 인플루언서이다. 그녀는 세계자연기금의 홍보대사로 활동하고 있다.